# Penumbra
I Penumbra sono una band Gothic metal formata a Parigi in Francia nel 1996.

## Storia
I Penumbra si formano quasi per caso: nel 1996 mentre sono a un concerto Dorian (chitarra), incontra Jarlaath (voce) e ben presto scoprono di avere gli stessi gusti musicali.
Così prendono in considerazione l'idea di mettere su una band con una voce femminile (soprano).
Il progetto ottiene dei buoni risultati e i componenti decidono di fondare il primo nucleo dei Penumbra (inizialmente con il nome di Imperatoria), con Dorian, Jarlaath, Herr Rikk e altri tre musicisti.
Fanno la loro prima esibizione nel 1997 al St. Denis University Festival (dove suonano gruppi metal) che va piuttosto bene nonostante fossero degli "outsiders", successivamente fanno da supporto alla band metal francese Misanthrope.
Lo stesso anno pubblicano il demo Falling into my soul sold, e nell'estate del 1998 pubblicano il primo album Emanate; dopo la pubblicazione Bénédicte lascia la band e viene sostituita da Zoltan (tastiere).
Alla fine del 1998 Nicolas lascia la band (e va ai Forest of Souls)  e viene sostituito dal fratello di Herr Rikk, David e si unisce alla band Scyllia (voce soprano), poi la band tiene diversi concerti in Francia. 
All'inizio del 2001 Scyllia, Hekchen e Aldric lasciano la band e vengono rimpiazzati da Medusa (voce) Garlic (batteria) e Agone (basso e voce).
Lo stesso anno registrano il loro secondo album The Last Bewitchment.
Il disco mostra parti orchestrali gotiche e romantiche che si coniugano perfettamente con atmosfere pesanti e oscure. 
Inoltre la voce femminile è chiara e pulita, seguita da una maschile di derivazione black che rimane sempre presente in ogni canzone.
Nel 2002 entra nel gruppo Kyrsten al posto di Medusa e la band fa da supporto ai Within Temptation nel tour francese. 
Nel 2003 pubblicano il terzo album Seclusion, un concept album (che mostra uno stile più maturo rispetto ai precedenti) con atmosfere gotiche, inserti elettronici e strumenti popolari irlandesi e con la presenza di tre voci che si incastrano ed interagiscono perfettamente.

## Formazione

### Attuali
- Asphodel - voce
- Jarlaath - voce
- Néo - chitarra
- Loic - chitarra
- Agone - basso elettrico
- Zoltan - tastiere
- Arathelis - batteria

### Ex componenti
- Ohra (2002) Voce
- Herr Rikk (1996-1999) Batteria (ex Temple of Baal, Nydvind)
- Bénédicte (1996-1998) Tastiere (ex Misanthrope)
- Nicolas (1996-1998) Basso elettrico (ex Forest of Souls)
- David (1998-1999) Basso elettrico
- Scyllia (1998-2001 Voce
- Medusa (1999-2001) Voce
- Hekchen (1999-2001) Batteria
- Aldric (1999-2001) Basso elettrico
- Krysten - voce
- Dorian - chitarra
- Garlic - batteria
- Lyrissa - voce

## Discografia
- 1997 - Falling Into My Soul (Demo)
- 1999 - Emanate
- 2002 - The Last Bewitchment
- 2003 - Seclusion
- 2015 - Era 4.0